# Fort de La Galissonière
 (novembre 2023).
Si vous disposez d'ouvrages ou d'articles de référence ou si vous connaissez des sites web de qualité traitant du thème abordé ici, merci de compléter l'article en donnant les références utiles à sa vérifiabilité et en les liant à la section « Notes et références ».
Le Fort de La Galissonnière est un ancien fort aujourd'hui disparu situé à Memramcook, dans la province du Nouveau-Brunswick au Canada.

## Présentation
Il a été construit à la demande du gouverneur Rolland-Michel Barrin, comte de La Galissonnière en 1751. Il se trouvait au pied des Grandes Buttes, à la pointe Rocheuse ou des Beaumont, au confluent de la rivière Memramcook et de la rivière Petitcodiac. Il servait à défendre l'accès à la région des Trois-Rivières.
Il est détruit par les Britanniques en 1755, durant la déportation des Acadiens. L'endroit est connu plus tard sous le nom de Fort Folly. Une réserve indienne est fondée non loin de là, en 1840.
Un phare a été construit à cet endroit en 1899. Durant la construction, Philippe Belliveau découvrit un mur de pierre de 75 centimètres de haut, probablement des vestiges du fort. Les gardiens suivants se sont succédé au phare : Philippe Belliveau, Aimé Belliveau, Philippe Belliveau et Eddy Boudreau. Le phare a été automatisé en 1964 et abandonné en 1976, devenu inutile avec la fin de la navigation fluviale à la même époque.

### Source
- (fr) « Notes historiques de la pointe rocheuse de Beaumont », dans Cahiers, vol. 3 no 1, Société historique de la vallée de Memramcook, Memramcook, avril 1989 [lire en ligne (page consultée le 16 juin 2008)].